# Tuanku Mizan Zainal Abidin
Tuanku Mizan Zainal Abidin (ur. 22 stycznia 1962 w Kuala Terengganu) – sułtan malezyjskiego stanu Terengganu od 1998. Od 13 grudnia 2006 do 12 grudnia 2011 trzynasty Yang di-Pertuan Agong (władca Malezji).

## Młodość i edukacja
Urodził się 22 stycznia 1962 w Istana Al-Muktafi, w Kuala Terengganu, stolicy stanu Terengganu. Pierwszą naukę pobierał w szkole w Kuala Terengganu, po czym wyjechał na studia do Geelong Grammar School w Geelong w Australii. W 1988 ukończył studia z dziedziny stosunków międzynarodowych na Alliant International University w Londynie.
W latach 1982–1983 uczestniczył w szkoleniach wojskowych m.in. w Royal Military Academy Sandhurst w Wielkiej Brytanii.

## Sułtan
6 listopada 1979 został wyznaczony następcą tronu sułtana Terengganu.
Po śmierci swojego ojca, 15 maja 1998 objął tron, zostając w wieku 36 lat najmłodszym z malezyjskich sułtanów. 4 marca 1999 został uroczyście koronowany.

## Król Malezji
W latach 2001–2006 pełnił funkcję wicekróla Malezji. 3 listopada 2006 został wybrany przez Zgromadzenie Władców następcą króla Tuanku Syeda Sirajjudina. 13 grudnia 2006 oficjalnie objął urząd Yang di-Pertuan Agong, który zajmował przez 5 lat, do 12 grudnia 2011. Abidin w wieku 44 lat został drugim w kolejności najmłodszym królem Malezji.
26 kwietnia 2007 został oficjalnie zaprzysiężony na stanowisku króla Malezji.

## Życie prywatne
Mizan Zainal Abidin 28 marca 1996 poślubił Nur Zahirah w Kuala Terengganu. Para ma dwóch synów i dwie córki. Księżniczka Tenku Nadhirah Zaharah urodziła się 18 grudnia 1996, a książę Tengku Muhammad Ismail 1 marca 1998. Kolejny syn i córka urodzili się w latach późniejszych. 
Książę Tengku Muhammad Ismail 12 listopada 2006, wieku ośmiu lat, został mianowany regentem stanu Terengganu. Z powodu młodego wieku księcia powołana została także trzyosobowa rada regencyjna o charakterze doradczym.